# Uyuni

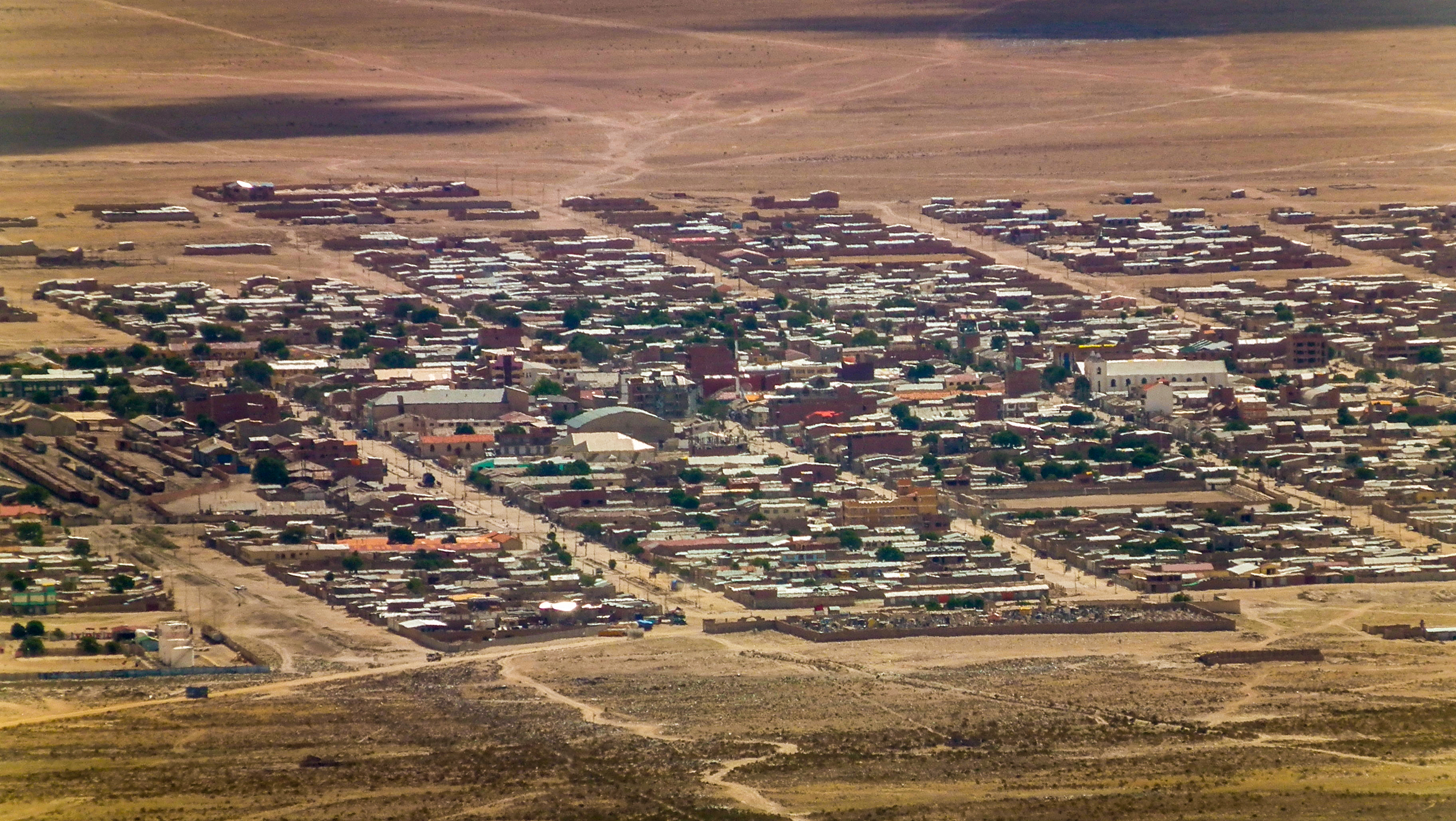
Uyuni von der nordöstlichen Bergkette aus gesehen.

Uyuni ist eine Stadt im Departamento Potosí im Hochland des südamerikanischen Anden-Staates Bolivien. Sie wurde 1889 als Militärstandort gegründet.

## Lage im Nahraum
Uyuni ist der zentrale Ort des Municipios Uyuni und Verwaltungssitz der Provinz Antonio Quijarro. Die Stadt liegt auf einer Höhe von 3675 m am östlichen Ufer des Salzsees Salar de Uyuni, dem größten Salzsee der Welt.

## Geographie
Uyuni liegt auf dem bolivianischen Altiplano zwischen den Anden-Gebirgsketten der Cordillera Occidental im Westen und der Cordillera Central im Osten.
Das Klima in dieser Region am Salar de Uyuni ist arid, nur von Dezember bis März fallen nennenswerte Niederschläge zwischen 20 und 45 mm im Monat (siehe Klimadiagramm Uyuni), in den restlichen acht Monaten fällt nur sporadisch Niederschlag. Die mittlere Jahrestemperatur der Region liegt bei knapp 9 °C, die Monatsdurchschnittstemperaturen schwanken nur unwesentlich zwischen 5 °C im Juni/Juli und 11 °C von November bis März.
Gemäß der Klimaklassifikation von Köppen-Geiger ist das Klima von Uyuni trocken und kalt (Cwb-Klima).

## Wirtschaft
Der Salzsee von Uyuni beherbergt eines der weltweit größten Lithiumvorkommen.
Laut U.S. Geological Survey wird das Vorkommen an Lithium auf etwa 5,4 Millionen Tonnen geschätzt.
Ackerbau ist in dieser kargen Landschaft auf 3670 Metern Höhe praktisch unmöglich, Wasser ist ein sehr seltenes Gut, dazu machen Wind und Kälte den Einwohnern zu schaffen.

### Tourismus
Ein großer Wirtschaftsfaktor der Region ist der Tourismus. Der Salar de Uyuni ist mit ca. 160 km Länge und 135 km Breite die größte Salzfläche der Erde, mit einer Salzkruste von 2 bis 7 Metern. Dementsprechend viele Touristik-Agenturen gibt es, die ein- und mehrtägige Rundtouren anbieten, die über den Salar de Uyuni, durch die Wüstenlandschaften des bolivianischen Südwestens, zum Geysirfelds Sol de Mañana, zu den Seen Laguna Colorada und Laguna Verde und Vulkanen wie dem Licancabur führen. Viele der Touren enden bzw. starten auch an der Grenze zu Chile und sind dadurch ein beliebter Bestandteil internationaler Tourismus-Routen durch Südamerika, sodass die Stadt für viele Südamerika-Reisende wie Backpackern ein Zwischenstopp auf der Durchreise darstellt. Dementsprechend ist vor allem der Ortskern der Kleinstadt durch Restaurants und Hotels geprägt.

## Verkehr

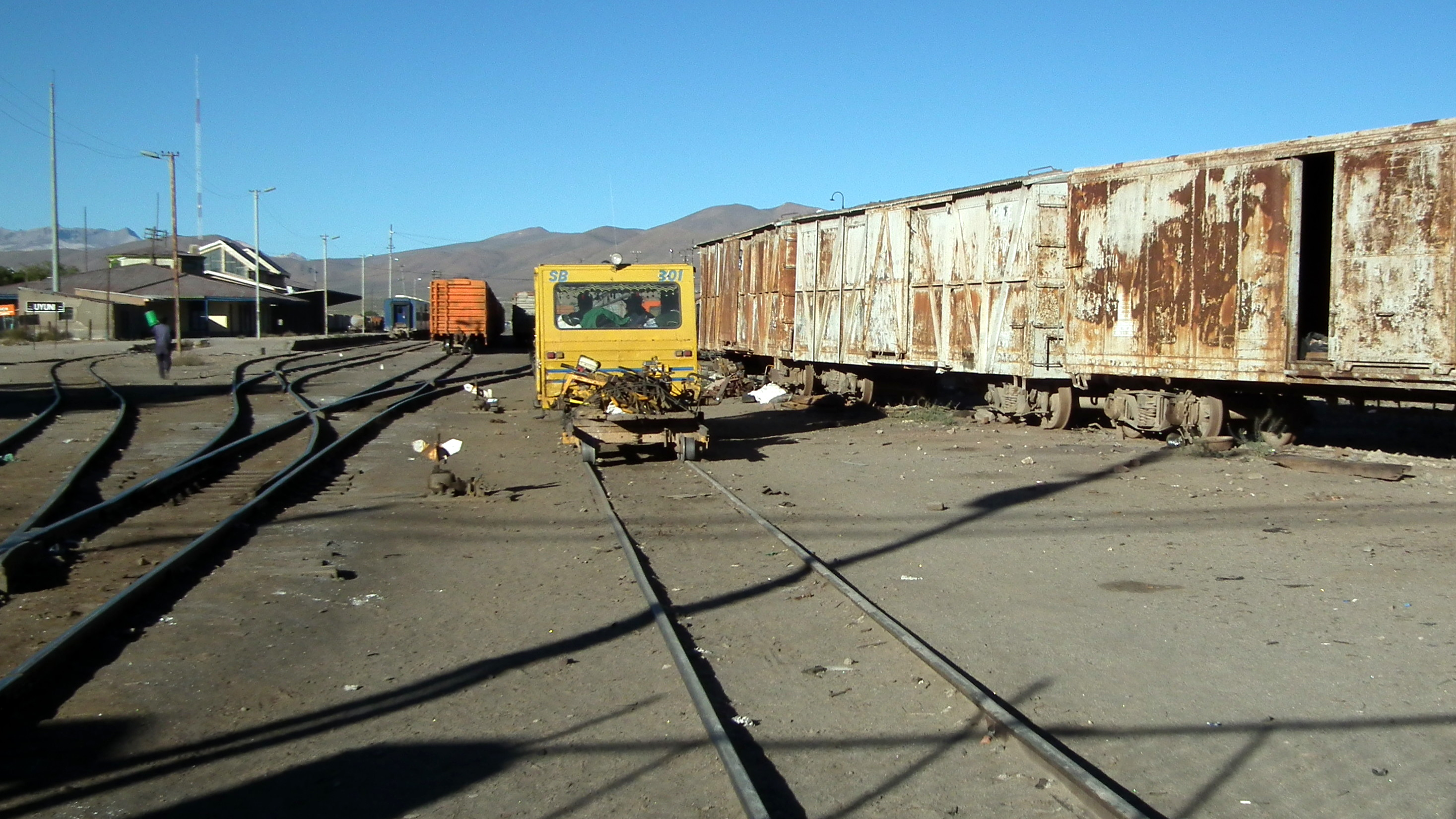
Bahnhof von Uyuni

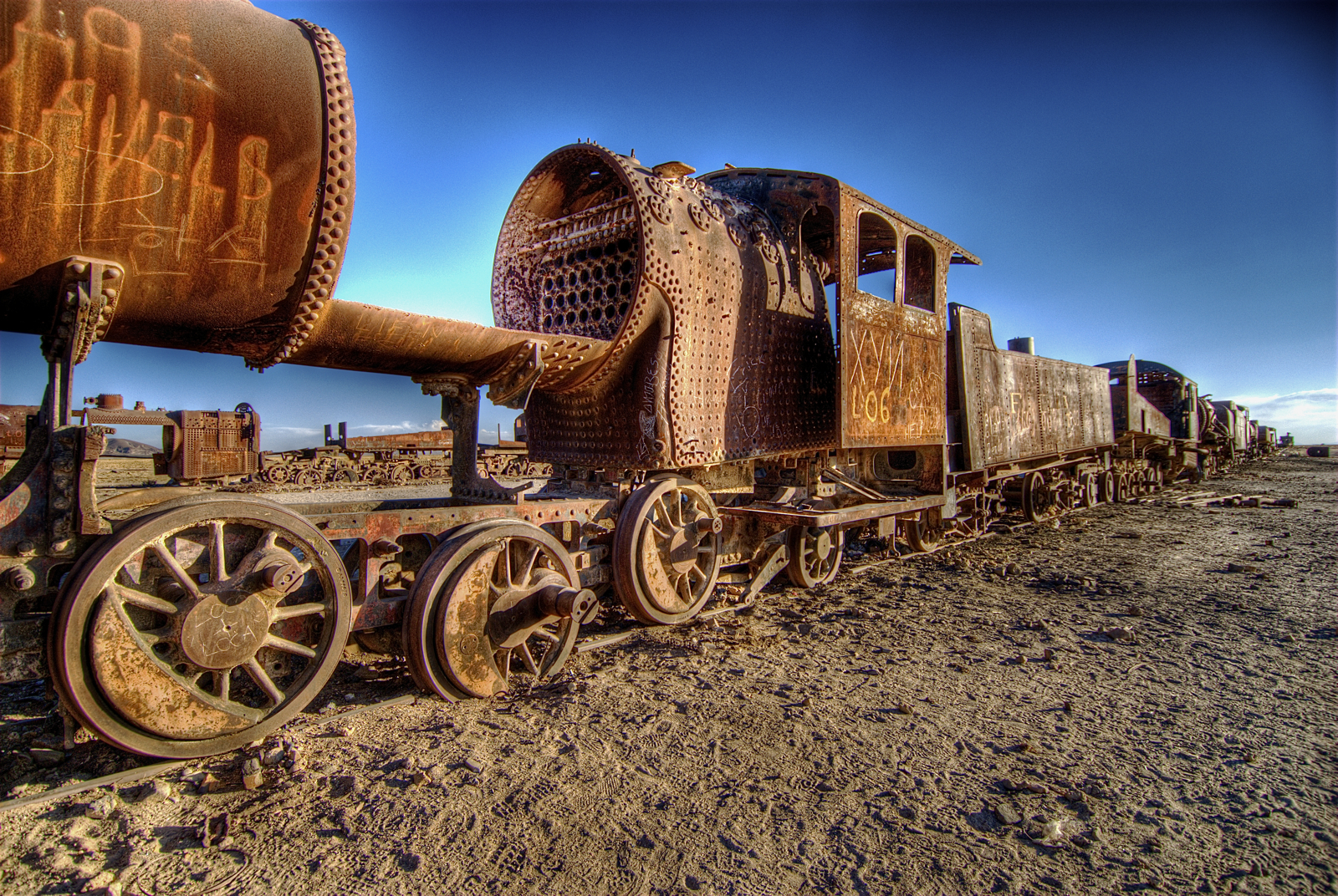
Der Eisenbahnfriedhof von Uyuni

Uyuni liegt in einer Entfernung von 198 Straßenkilometern südwestlich von Potosí, der Hauptstadt des gleichnamigen Departamentos.
Von Potosí aus führt die Nationalstraße Ruta 5 über Porco, Chaquilla, Ticatica und Pulacayo nach Uyuni und weiter über Julaca und San Pedro de Quemes zur chilenischen Grenze. Die Ruta 21 führt von Uyuni nach Südosten in Richtung Tupiza und die Ruta 30 nach Norden bis nach Challapata, von wo die Ruta 1 weiter Richtung La Paz führt. Es gibt zahlreiche Busverbindungen.
Im Bahnhof Uyuni zweigt die Bahnstrecke Uyuni–Salta nach Argentinien von der Bahnstrecke Antofagasta–La Paz nach Chile ab. Die Strecken werden in Bolivien von der Empresa Ferroviaria Andina betrieben. Ein Zeugnis der Eisenbahngeschichte Boliviens ist der Cementerio de los Trenes drei Kilometer südlich der Stadt. Auf diesem „Friedhof der Züge“ rosten zahlreiche Dampflokomotiven und Wagen ihrem vollständigen Zerfall entgegen.
Vom Flughafen Uyuni aus werden Linienflüge nach La Paz von Boliviana de Aviación angeboten.

## Bevölkerung
Die Einwohnerzahl der Ortschaft hat sich in den letzten Jahrzehnten deutlich erhöht.
| Jahr | Einwohner | Quelle       |
| ---- | --------- | ------------ |
| 1976 | 7.396     | Volkszählung |
| 1992 | 11.372    | Volkszählung |
| 2001 | 10.551    | Volkszählung |
| 2012 | 18.068    | Volkszählung |
| 2024 |           | Volkszählung |